# Лук'ян Жоравка
Лук'я́н Іва́нович Жора́вка (? Новгород-Сіверський — †1719) — український державний діяч епохи Гетьманщини. Полковник Стародубівського полку Гетьманщини (1709—1719).

## Біографія
У часи Гетьмана Іоанна Мазепи — господар столичного Батуринського замку (1690). Сотник новгородської сотні (1696–1709), під час Шведо-Українсько-Російської війни — промосковський полковник стародубівський. Посідав цей уряд до смерті 1719).